# Link 22
Link 22 er en NATO-Kommunikationsstandard til dataoverførsel mellem militære enheder.
Udviklingen af Link 22 begyndte i 1992 under navnet NATO Improved Link 11 (NILE) der skulle erstatte det teknologisk forældede Link 11. Systemet er bygget til at være kompatibelt med Link 16. De medvirkende NATO-lande er Canada, Frankrig, Tyskland, Italien, Spanien, Storbritannien og USA.
Link 22 transmitterer sine data i et fast 9 Byte langt datapakke, som er kompatibel med Link 16 og ECM-sikkert. Når systemet arbejder sammen med et Link 16 system vil det benytte TDMA protokollen. Link 22 kan transmittere data over HF eller UHF. UHF er brugt til nære forbindelser (synsvidde) og HF-forbindelsen til afstande på op til 450 kilometer.
Skibene i Absalon-klassen og Iver Huitfeldt-klassen er forberedt til Link 22.

## Eksterne links
- Link22.org (engelsk) Arkiveret 28. oktober 2020 hos  Wayback Machine
- Northrop Grumman: Link 22 International Government-Off-The-Shelf products presentation (engelsk) Arkiveret 23. marts 2006 hos  Wayback Machine
- Rockwell Collins: Link 11/Link 22 modem (SPC) (engelsk)
- DRS: Link 11/Link 22 modem (SPC) (engelsk) Arkiveret 11. marts 2006 hos  Wayback Machine
- Telefunken RACOMS: Link 22 modem (SPC) (engelsk) Arkiveret 20. oktober 2007 hos  Wayback Machine

| Militær | Spire Denne artikel om militær er en spire som bør udbygges. Du er velkommen til at hjælpe Wikipedia ved at udvide den. |